# Carlos Marín
Pour les articles homonymes, voir Marín.
Carlos Marín, né le 13 octobre 1968 à Rüsselsheim (Hesse) et mort à Manchester le 19 décembre 2021, est un baryton espagnol et membre du groupe musical classique Il Divo.

## Biographie
Carlos Marín est né à Rüsselsheim (Hesse (Allemagne) ) et a grandi à Madrid en Espagne. Il a commencé sa carrière dans la musique à l'âge de huit ans, son premier album a été produit par le Père Abraham alias Pierre Kartner. À l'âge de dix ans, il a enregistré un deuxième album appelé Mijn Lieve Mama (My Dear Mother). Ce début dans la musique l'a amené à étudier le piano et le solfège. Marin a vécu aux Pays-Bas pendant un an.
À douze ans, il déménage en Espagne, où il remporte plusieurs prix dans des concours de télévision. Carlos a également commencé à chanter à la télévision en live à 15 ans, accompagné d'un orchestre. À partir de 1993, il a joué dans des comédies musicales. Carlos a chanté pour le film d'animation de Tim Burton, The Nightmare Before Christmas et il a également doublé le Prince dans la version espagnole du dessin animé Cendrillon, produit en l'an 2000. Carlos a pris des cours de chant avec Alfredo Kraus, Montserrat Caballé et Jaume Aragall.
Dans ces dernières années, il a été nommé comme le « meilleur baryton » dans plusieurs opéras, dont La Traviata, Le Barbier de Séville, La Bohème, Lucia di Lammermoor et Madame Butterfly. Certaines de ses performances dans l'opérette espagnole se trouvent en DVD comme La Gran Vía, La Revoltosa, où il joue Felipe et La Verbena De La Paloma, où il joue Julián.
Il se marie en 2006 au parc Disneyland en Californie, et divorce en 2009.
Après avoir été admis le 7 décembre 2021 à l'hôpital Royal Hospital de Manchester et placé dans un coma artificiel, il meurt le 19 décembre 2021 à l'âge de 53 ans des suites de la Covid-19,. Il avait été vacciné quelque temps auparavant. Incinéré, ses cendres ont été déposées au cimetière Notre-Dame de Almudena de Madrid.

## Discographie

### Solo
- 1976 : Little Caruso
- 1978 : Mijn Lieve Mama

### Musical
- 2000 Jekyll & Hyde, The Musical: Promo

### Il Divo

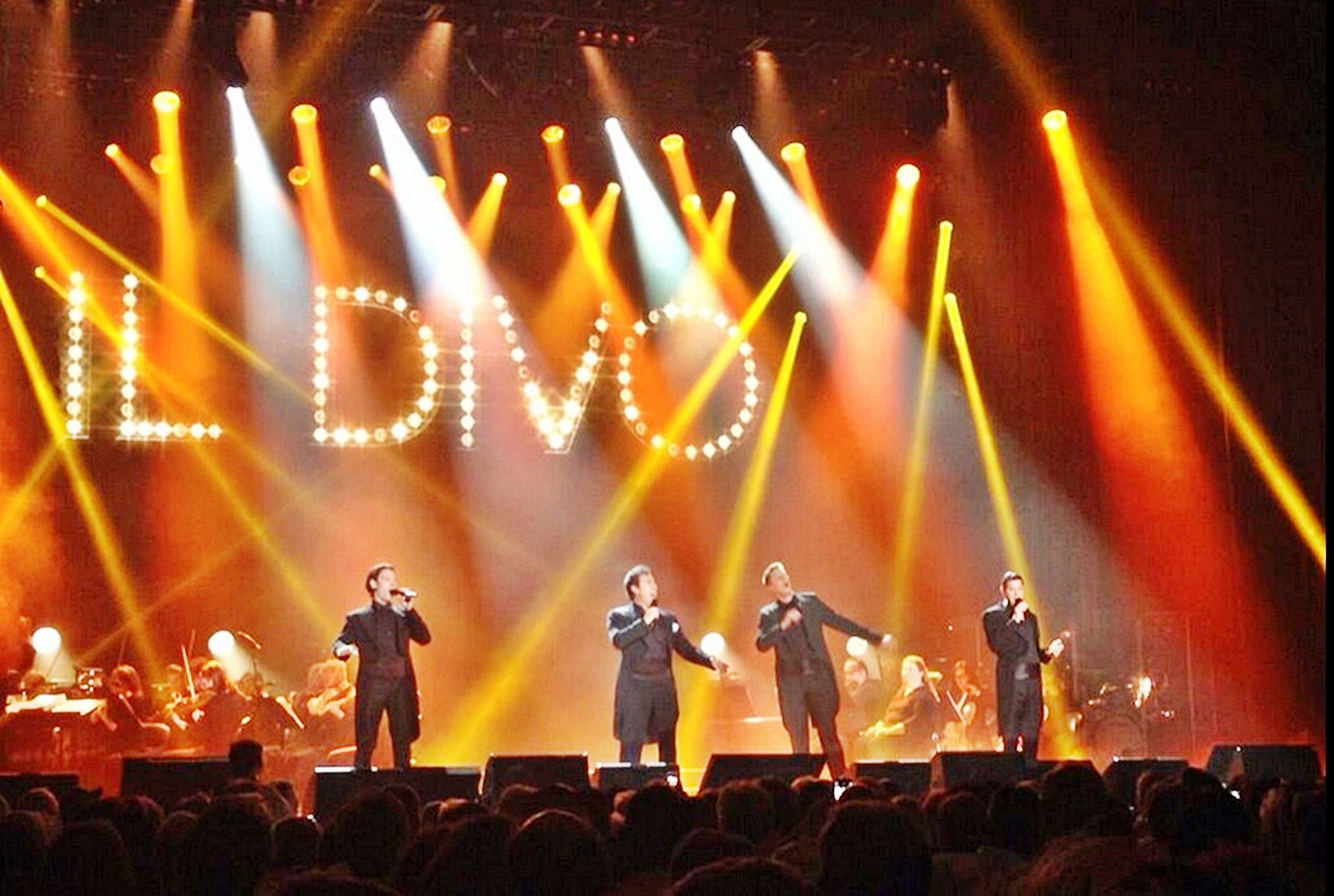
Il Divo.

Pour un article plus général, voir Il Divo.